# Red Girl Records
Red Girl Records es una compañía discográfica independiente británica fundada en Londres en 2004, a manos de la componente de las Spice Girls, Melanie Chisholm.
La misma surge después de que se terminara su contrato solista con la discográfica Virgin Records. A parte de la propia Chisholm cuenta con el apoyo de su mánager Nancy Phillips y de la firma The Outside Line.

## Lanzamientos Musicales
| Melanie C - 2005: Beautiful Intentions - 2007: This Time - 2011: The Sea - 2012: Stages - 2016: Version of Me - 2005: "Next Best Superstar" - 2005: "Better Alone" - 2007: "I Want Candy" - 2007: "Carolyna" - 2007: "This Time" - 2011: "Think About It" - 2011: "Weak" - 2011: "Let There Be Love" - 2012: "I Don't Know How to Love Him" - 2012: "I Know Him So Well" con Emma Bunton - 2016: "Numb" con Sons of Sonix - 2016: "Anymore" - 2016: "Dear Life" - 2006: Live Hits - 2009: Live at the Hard Rock Cafe - 2012: The Sea Live - 2012: The Night |